# Harlow Shapley
Harlow Shapley (2 novembre 1885, Nashville, Missouri — 20 octobre 1972, Boulder, Colorado) est un astrophysicien américain.

## Biographie
Il calibre la relation période - luminosité des céphéides, mise en évidence par Henrietta Leavitt, et peut ainsi déterminer la distance de nombreux amas globulaires et préciser la structure de la Voie lactée. Ces travaux lui valent le prix Rumford en 1933 ainsi que la Médaille Franklin en 1945.
Il contribue également à la détermination de la position excentrée du Soleil au sein de la Voie lactée. Il est aussi un des principaux acteurs du Grand Débat ayant animé l'astronomie et la cosmologie au début des années 1920, à propos de la controverse relative à la nature galactique ou extragalactique de certains objets à l'époque appelés « nébuleuses » et correspondant en fait à des galaxies.
Il étudie aussi la myrmécologie (la science des fourmis).
Il est fiché par l'État américain comme communiste depuis 1949.
L’astéroïde (1123) Shapleya est nommé en son honneur, et (878) Mildred en l'honneur de sa fille.

## Vie privée
Harlow Shapley épouse Martha Betz en avril 1914. Elle l’assiste dans ses travaux. Elle est décédée en 1981 à 90 ans.
L'un de ses enfants est Lloyd Shapley, mathématicien et économiste, récipiendaire en 2012 du « prix Nobel » d'économie avec Alvin Roth.

## Publications
- The Stars, American Library Association, Chicago, 1927
- Star Clusters, 1930
- Flights from chaos a survey of material systems from atoms to galaxies, adapted from lectures at the College of the city of New York, Class of 1872 foundation, 1930
- Climatic change, 1952
- A treasury of science, Harper & Row, 1963

### Listes de publications
- Publications de Shapley existant sous forme électronique, site worldcat.org

## Distinctions
- 1933 : Prix Jules-Janssen
- 1939 : Médaille Bruce